# Emeterio Muga

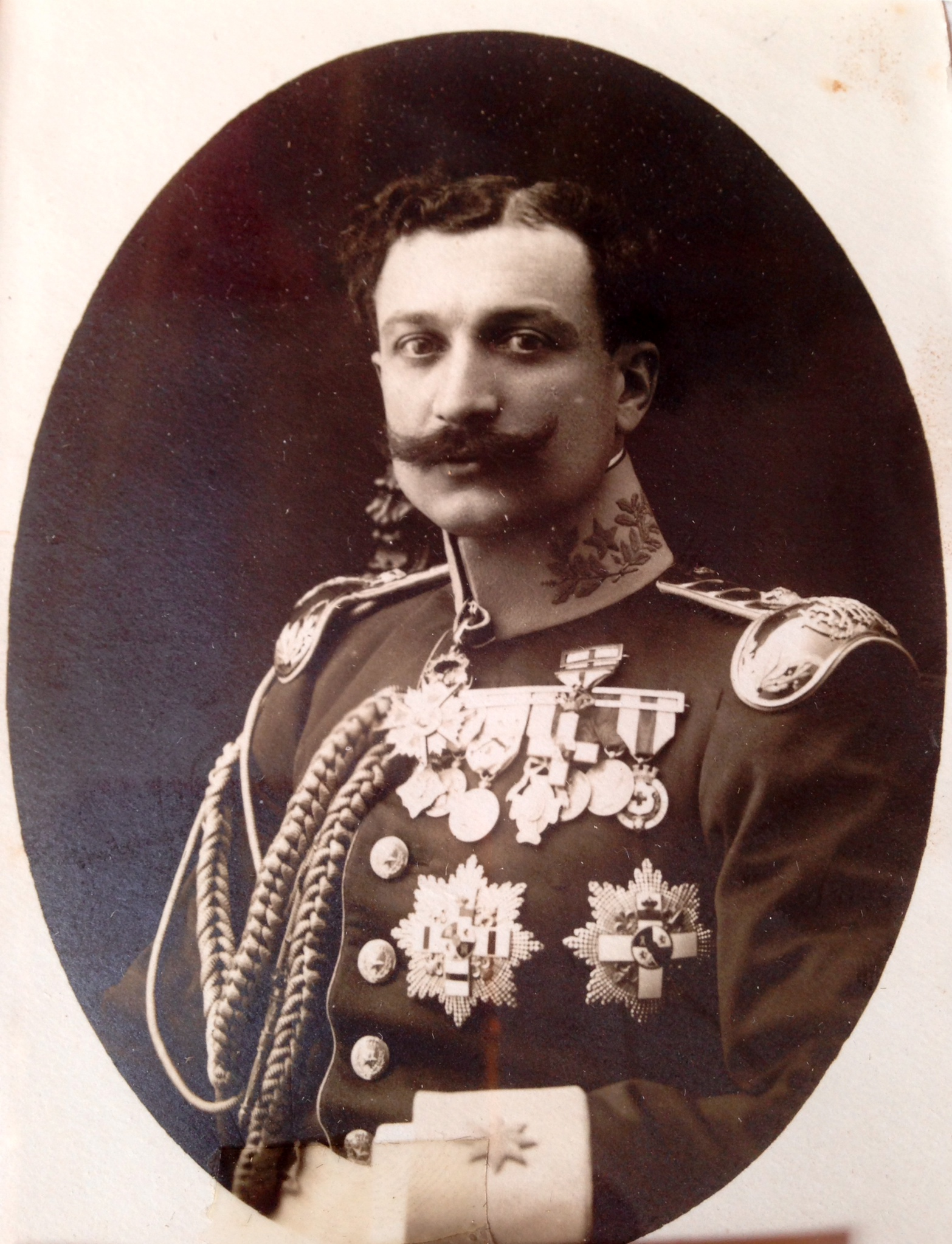
Retrato de Emeterio Muga

Emeterio Muga Díez (Zaragoza, 1877 - Valencia, 1956) fue un militar y político español. Fue  Coronel de caballería, campeón de España de esgrima y como tal participó en la represión de movimientos políticos y sociales en Barcelona, Valencia y Tudela. Inicialmente militó en el Partido Conservador de Antonio Maura, con el que fue elegido diputado al Congreso en las elecciones generales de 1914, pero después se pasó al Partido Liberal dentro del sector dirigido por Santiago Alba Bonifaz, con el que concurrió con éxito a las elecciones generales de 1919 y 1923. Durante la Segunda República Española se incorporó al Partido Republicano Radical y entre 1933 y 1935 fue gobernador civil de Vizcaya y Guipúzcoa, también fue Diputado por de Sueca en Valencia.En 1905, José León junto y Emeterio Muga, compañeros en la Sala de Armas de Belenguer y Martínez, constituyen con Luís de Jaudenes Villalonga y otros la sociedad Sporting Club con el ánimo de convertirla en un gran club polideportivo donde tengan cabida varias disciplinas.En 1910 tienen hecho varios sucesos como el del mes de mayo cuando Emeterio Muga funda la Sociedad Gimnástica Valenciana, un club multideportes que integra como sección futbolística al F.C. Valencia.

## Obras
- Descripción físico-geológica del Reino de Valencia

Diploma de honor y medalla de oro en la exposición Regional Valenciana 1909.
Bernhardi, Friedrich Von (1849 1930).Nuestro Porvenir. [Unsere Zukunft]. Una palabra de advertencia a la Nación Alemana. Versión española de Emeterio Muga, Jefe de Estado Mayor y Ex-Diputado de las Cortes. Valencia, Editorial Cervantes, Imprenta de Hijos de F. Vives Mora, 1917. 4.º.; 2 hs., 245 pp. Cubiertas originales.  El traductor de la obra fue el militar y político zaragozano Emeterio Muga Díez (1877-1956).